# Ibo (Mozambico)
Ibo è un centro abitato del Mozambico situato nella provincia di Cabo Delgado ed è capoluogo dell'omonimo distretto; conta 7.859 abitanti (stima 2012).